# 김동욱 (의학자)
김동욱(金東煜, 1961년 1월 1일 ~ )은 대한민국의 내과 전문의이자 의학박사이며 현재 가톨릭대학교 의과대학 교수이고 국내 백혈병 내과의학의 최고 권위자라 일컬어지는 의학박사이다.

## 이력

### 학력
- 1985년 서울가톨릭대학교 의과대학 의학사
- 1992년 서울가톨릭대학교 의과대학원 의학석사
- 1996년 서울가톨릭대학교 의과대학원 의학박사

### 주요 경력
- 1996년 연세대학교 의과대학 교수
- 2005년 아시아태평양만성골수성백혈병연구위원회 위원장(2005년 12월).
- 2006년 서울가톨릭대학교 의과대학 혈액내과 교수(2006년 2월).
- 2009년 세계만성골수성백혈병재단 이사장(2009년 3월)

## 수상
- 2005 올해의 과학자상